# Thrillville: Off the Rails
Thrillvile: Off The Rails — компьютерная игра в жанре симулятора управляющего парком развлечений, разработанная британской компанией Frontier Developments в сотрудничестве с DC Studio. Игра была выпущена LucasArts в 2007 году. Продолжение игры Thrillville 2006 года.
Игрок берёт на себя роль управляющего парком развлечений. Он может строить аттракционы и прочие объекты, чтобы удовлетворить посетителей и критиков. За успех игрок зарабатывает «очки наслаждения» (англ. thrill points), которые открывают новые парки.
Thrillville: Off the Rails получила смешанные отзывы игровой прессы. Критики хвалили мини-игры, но критиковали слабую графику и однообразность игрового процесса.

## Игровой процесс
Thrillvile: Off The Rails представляет собой симулятора управляющего парком развлечений. Основой игровой задачей является создание парка, успешного у критиков и посетителей, благодаря установке новых аттракционов, работе с персоналом, прохождению мини-игр и т. д. За это игрок получает «очки наслаждения» (англ. thrill points), которые разблокируют новые тематические парки. Всего в игре доступно 5 тематических парков, в каждом из которых есть три отдельные зоны для размещения разных типов объектов. Игрок может тратить деньги на размещение зданий и аттракционов. Их количество ограничено энергией, которая расходуется на каждый новый объект на карте. Игрок может проектировать американские горки самостоятельно или купить один из готовых вариантов.
Игрок может не только управлять своим парком, но и взаимодействовать с объектами как посетитель. Время от времени игрок получает возможность сыграть в одну из 50 мини-игр, которые дают бонусы, такие как возможность подкупить критика. С посетителями парка можно взаимодействовать и вступать в диалог.

## Разработка
Разработкой Thrillvile: Off The Rails для большинства платформ занималась британская компания Frontier Developments, в то время как версия для Nintendo DS создана DC Studio. Предыдущая часть серии — Thrillville (2006) — была первым опытом команды в разработке игр в сеттинге парков развлечений. Президент компании Дэвид Брэбен заявил, что Thrillvile добилась успеха, и в следующей части разработчики постарались значительно расширить возможности игрока во взаимодействии с парком развлечений, появились новые мини-игры и виды американских горок. Также игра вышла на новых платформах — PC, Nintendo DS, Wii, Xbox 360. Разработчики стремились расширить аудиторию, включив больше разнообразных мини-игр. Некоторые из них вдохновлены аттракционами из реальной жизни.
Выпуском игры занималась компания LucasArts. Выпуск состоялся 9 октября 2007 года.

## Восприятие
| Сводный рейтинг    | Сводный рейтинг | Сводный рейтинг | Сводный рейтинг |
| Издание            | Оценка          | Оценка          | Оценка          |
| Издание            | PS2             | Wii             | Xbox 360        |
| ------------------ | --------------- | --------------- | --------------- |
| GameRankings       | 69,82 %         | 71,15 %         | 73,19 %         |
| Metacritic         | 70              | N/A             | 73              |
| Иноязычные издания |                 |                 |                 |
| Издание            | Оценка          | Оценка          | Оценка          |
| Издание            | PS2             | Wii             | Xbox 360        |
| GameSpot           | N/A             | N/A             | 7,5             |
| GameSpy            | [ 12 ]          | N/A             | N/A             |
| IGN                | N/A             | N/A             | 7,9             |

Thrillville: Off the Rails получила смешанные отзывы игровой прессы. Версии для PlayStation 2 и Xbox 360 получили 70 и 73 баллов из 100 на сайте-агрегаторе рецензий Metacritic.
Рецензенты раскритиковали графическое оформление игры. Аарон Томас из GameSpot написал, что хотя игра и не содержит сложных графических элементов, версии игры на всех платформах имеют свои проблемы с частотой кадров и сглаживанием. Аарон Томас пожелал бы, чтобы игра была более сложной, хотя в то же время она способно увлечь игровыми механиками. Фил Теобальд из GameSpy так же полагает, что управление слишком упрощённое, и в целом игровой процесс начинает «казаться немного повторяющимся».
Журналисты похвалили мини-игры: Элли Гибсон из Eurogamer нашла их простыми, но в то же время весёлыми и способными развлечь взрослую аудиторию. Теобальд полагает, что они подходят для игры с друзьями. Также рецензенты Eurogamer и GameSpy считают, что игра является хорошим знакомством детей с жанром симулятора.